# Гричево
Гричево — деревня в Молоковском районе Тверской области, входит в состав Молоковского сельского поселения.

## География
Деревня расположена в 9 км на юго-запад от районного центра пгт Молоково.

## История
В 1766 году в селе была построена деревянная Покровская церковь с 1 престолом. 
В конце XIX — начале XX века село Гричево входило в состав Алешковской волости Бежецкого уезда Тверской губернии. 
С 1929 года деревня входила в состав Рамешинского сельсовета Молоковского района Бежецкого округа Московской области, с 1935 года — в составе Калининской области, с 2005 года — в составе Молоковского сельского поселения.

## Население
| 1859 | 2008 | 2010 |
| ---- | ---- | ---- |
| 114  | ↘5   | ↘1   |